# Юкари-Джамі
Юкари́-Джамі́ (крим. Yuqarı Cami, «Верхня мечеть») — мечеть в Алушті, Автономна Республіка Крим.
Розташована в історичному центрі міста Алушти, недалеко від Приморського парку і належить громаді Духовного управління мусульман Криму. Пам'ятка архітектури місцевого значення згідно з рішенням Кримського облвиконкому від 15.04.1986 року № 164, споруджена у середині XIX століття.

## Історія

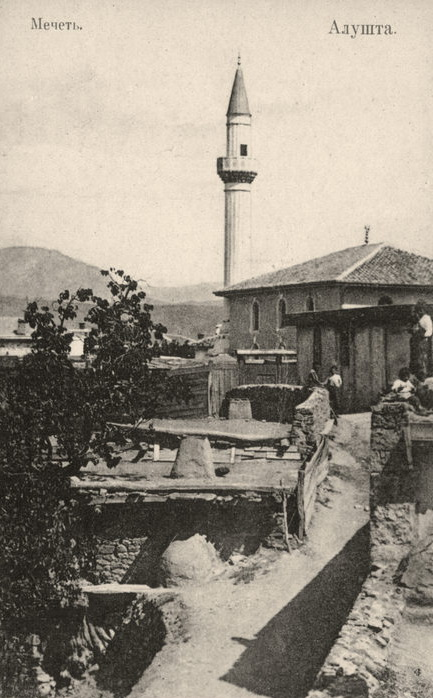
Мечеть Юкари-Джами, 1910-ті роки.

Мечеть Юкари-Джамі розташована на вулиці Верхній, яка відходить від вулиці В. Хромих.
До 30-х років ХХ століття комплекс складався з двоповерхової будівлі з прибудованою вежею Орта-Куле, поруч побудований фонтан. Внутрішній декор виконаний у традиційному стилі з властивою розкішшю та витонченістю — у вікнах вітражі, стіни покривали майстерні розписи, а багато елементів інтер'єру виконано з різьбленого дерева.
За час існування Юкари-Джамі кілька разів закривали, будівля перебувала у віданні різних служб. Із 1962 року будівлю віддано під дитячо-юнацьку спортивну школу.
Навесні 1986 року будівля мечеті взята під контроль держави як пам'ятка архітектури місцевого значення.
У травні 1994 року Юкари-Джамі повернена мусульманській громаді у вигляді абсолютно порожньої всередині архітектурної будівлі, від колишньої внутрішньої пишності нічого не залишилося.
Із 1996 року кожну п'ятницю тут здійснюється намаз.
Мусульманська громада відновила убрання мечеті — стіни молитовного залу покрили розписом, дерев'яні балкони прикрасили різьбленням. До будівлі мечеті прибудували новий мінарет. Побудовані приміщення для обмивання та для прощання з покійними.
Через відсутність в окрузі інших діючих мечетей — Юкари-Джамі має велике значення для кримських татар Алушти.

## Галерея

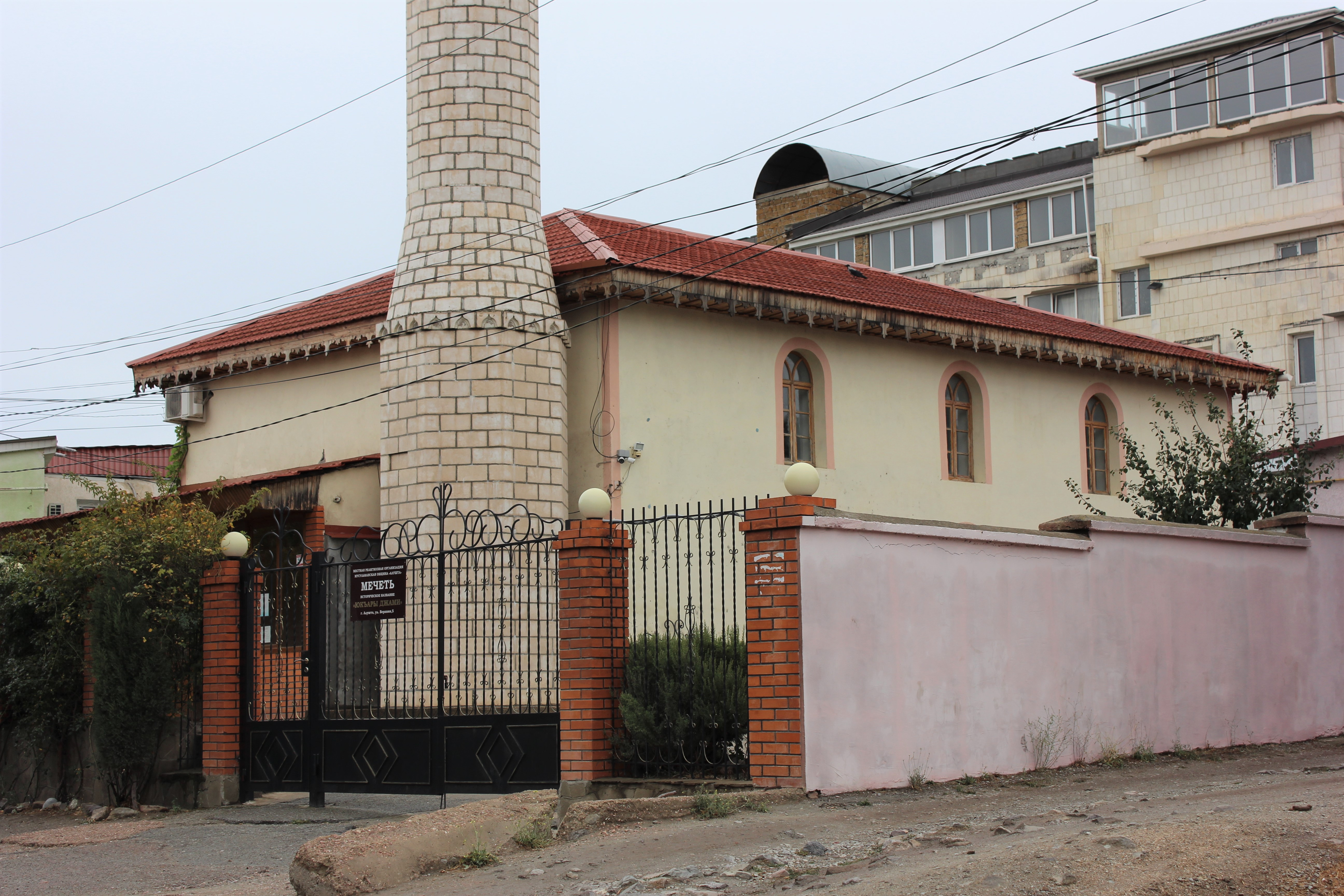